# Enes Ünal
Enes Ünal, född 10 maj 1997, är en turkisk fotbollsspelare (anfallare) som spelar för Bournemouth.

## Klubbkarriär
I juli 2015 värvades Ünal av engelska Manchester City, och under samma månad lånades han ut till Racing Genk över två säsonger. Den 1 februari 2016 lånades Ünal istället ut till NAC Breda över resten av säsongen 2015/2016. Den 23 juli 2016 lånades han ut till FC Twente på ett låneavtal över säsongen 2016/2017.
Den 31 maj 2017 värvades Ünal av spanska Villarreal, där han skrev på ett femårskontrakt. Den 21 augusti 2017 debuterade han i La Liga i en 1–0-förlust mot Levante. Den 31 oktober 2017 lånades Ünal ut till Levante på ett låneavtal över resten av säsongen 2017/2018. Den 26 december 2017 kallades Ünal tillbaka till Villarreal.
Den 12 augusti 2020 värvades Ünal av spanska Getafe, där han skrev på ett femårskontrakt. Den 1 februari 2024 lånades Ünal ut till Premier League-klubben Bournemouth. I maj 2024 blev han klar för en permanent övergång till Bournemouth och skrev på ett fyraårskontrakt med klubben.